# Icerya purchasi

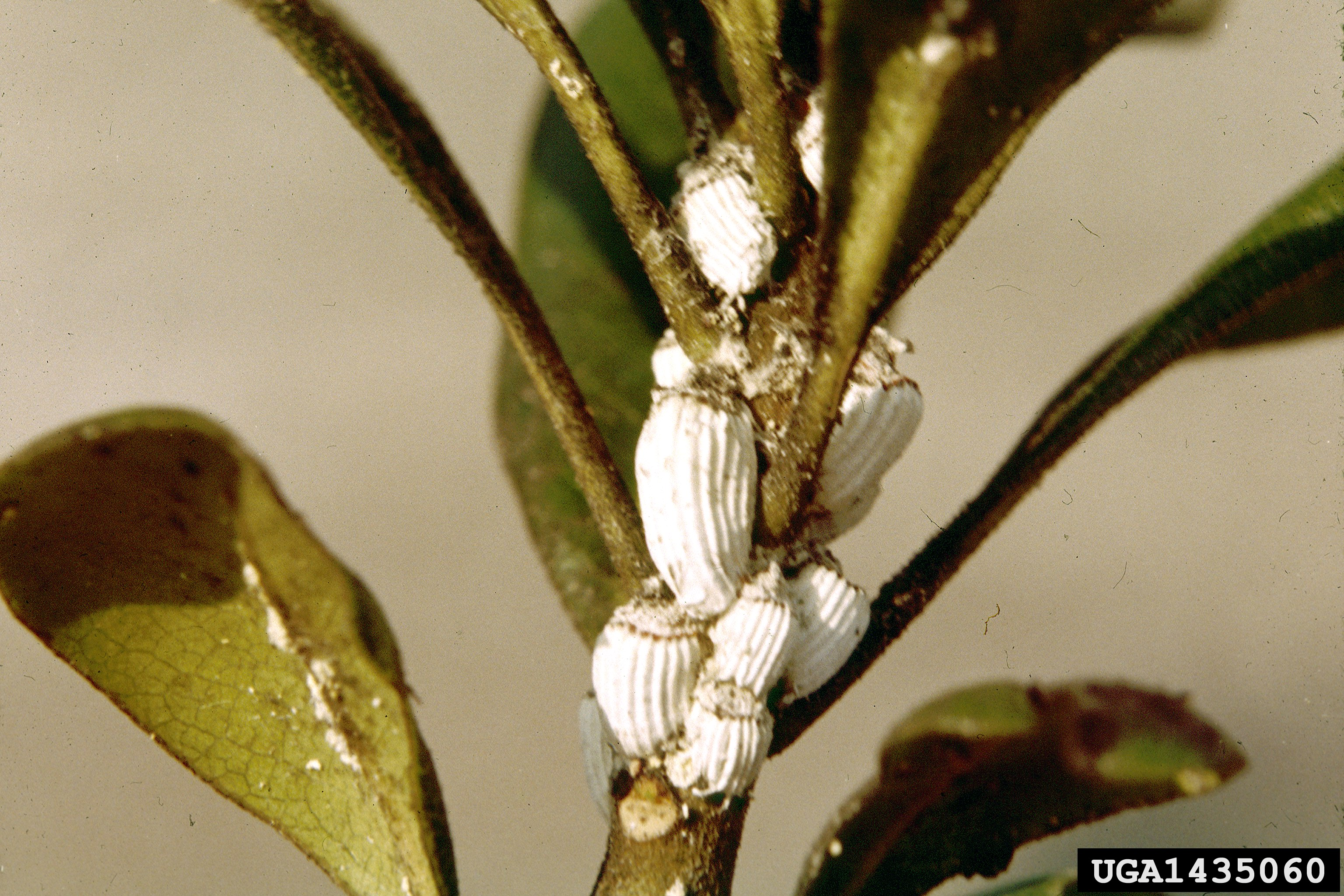
Pequeña colonia.

La  cochinilla acanalada (Icerya purchasi) es un hemíptero cocoideo que se alimenta de numerosas especies de plantas leñosas, muy notablemente de Citrus. Se originó en Australia pero ha sido introducida accidentalmente a muchas partes del mundo, convirtiéndose en una plaga de los citrus.

## Ciclo biológico
Esta cochinilla infesta ramas y ramillas. Los adultos hermafroditas son de forma oval, de color rojizo-marrón con unos pelillos negros, de unos 5 mm de longitud. Cuando el insecto madura, permanece estacionario, se sujeta a la planta con una secreción cerosa y genera un saco asurcado para los huevos que puede contener cientos de ellos de color rojizo. El saco para los huevos puede crecer hasta ser dos o tres veces más largo que el propio cuerpo del insecto.
Las ninfas recién eclosionadas del huevo son el estadio inicial de dispersión, que puede ocurrir por el viento o por su desplazamiento. Las primeras fases de las ninfas se alimentan picando en los vasos conductores de savia de las hojas y pequeños brotes. A cada muda, abandonan en el punto donde se han estado alimentando, la vieja piel y las secreciones cerosas de las que se cubrieron y de la que proviene su nombre vulgar. Al contrario que la mayoría de las cochinillas, mantienen sus patas en todos sus estadios de desarrollo, lo cual les da una cierta, aunque limitada, movilidad. Las ninfas de estadios más avanzados emigran a tallos mayores y ocasionalmente como con los adultos a las ramas y el tronco. La duración de su ciclo de vida depende mucho de la temperatura ambiental, la duración de cada estadio es mayor con temperaturas bajas y menor con altas.
Individuos que sean solo machos son infrecuentes y en muchas infestaciones ni aparecen. Hembras puras son desconocidas. La autofertilización de un hermafrodita solo produce individuos hermafroditas. Apareamientos de un macho y un hermafrodita producen individuos machos y hermafroditas.
Además del daño directo que producen por alimentarse de la savia de la planta, estos insectos segregan un rocío de miel, sobre la cual se suelen multiplicar distintos hongos que producen daños añadidos a la planta. Algunas hormigas consumen esta melaza.

## Control biológico

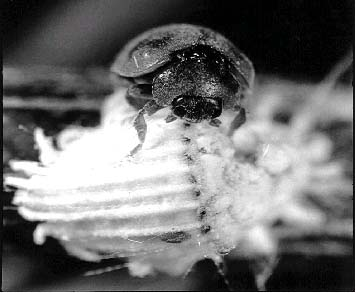
Rodolia cardinalis alimentándose de I. purchasi

El control biológico de Icerya purchasi es uno de los mayores éxitos de este medio de control de plagas. Las importaciones del coccinélido Rodolia cardinalis a los Estados Unidos entre 1888-1889 por Charles Valentine Riley, produjeron una importante reducción de las poblaciones de I. purchasi, salvando a la floreciente industria de los cítricos de California.
La mosca parasitoide Cryptochaetum iceryae también se ha introducido en California como un elemento adicional en el control. El uso de insecticidas como medio de control es solo recomendable si el control biológico no funciona. El imidacloprid está especialmente desaconsejado, aunque elimine las cochinillas, debido a que es muy tóxico para Rodolia cardinalis lo cual puede producir reinfestaciones mayores.

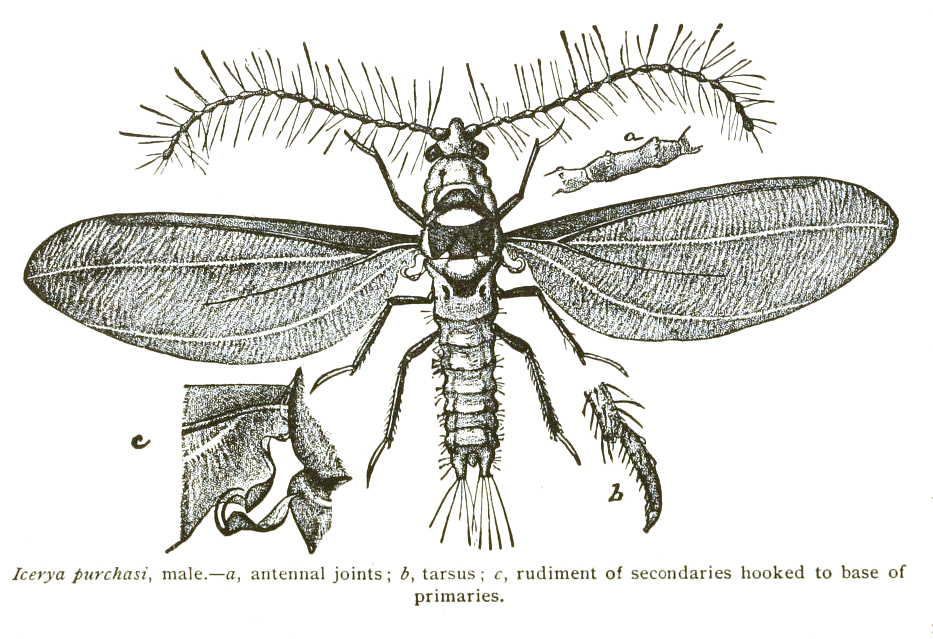
Macho adulto